# Cheesman Island
Cheesman Island ist eine kleine und felsige Insel vor der Nordküste der Charcot-Insel in der Antarktis. Sie liegt 1,5 km nördlich des Mount Martine.
Der australische Polarforscher Hubert Wilkins entdeckte und fotografierte sie bei einem Überflug am 29. Dezember 1929. Der britische Geograph Derek Searle vom Falkland Islands Dependencies Survey kartierte sie 1960 anhand von Luftaufnahmen, die bei der US-amerikanischen Operation Highjump (1946–1947) angefertigt worden waren. Das Advisory Committee on Antarctic Names benannte die Insel 1950 nach Silas Alward Cheesman (1900–1958), dem kanadischen Piloten bei Wilkins’ Flug.